# یابهاءالابهی

یابهاءالابهی، اسم اعظم در دیانت بهائی به خط مِشکین‌قلم.

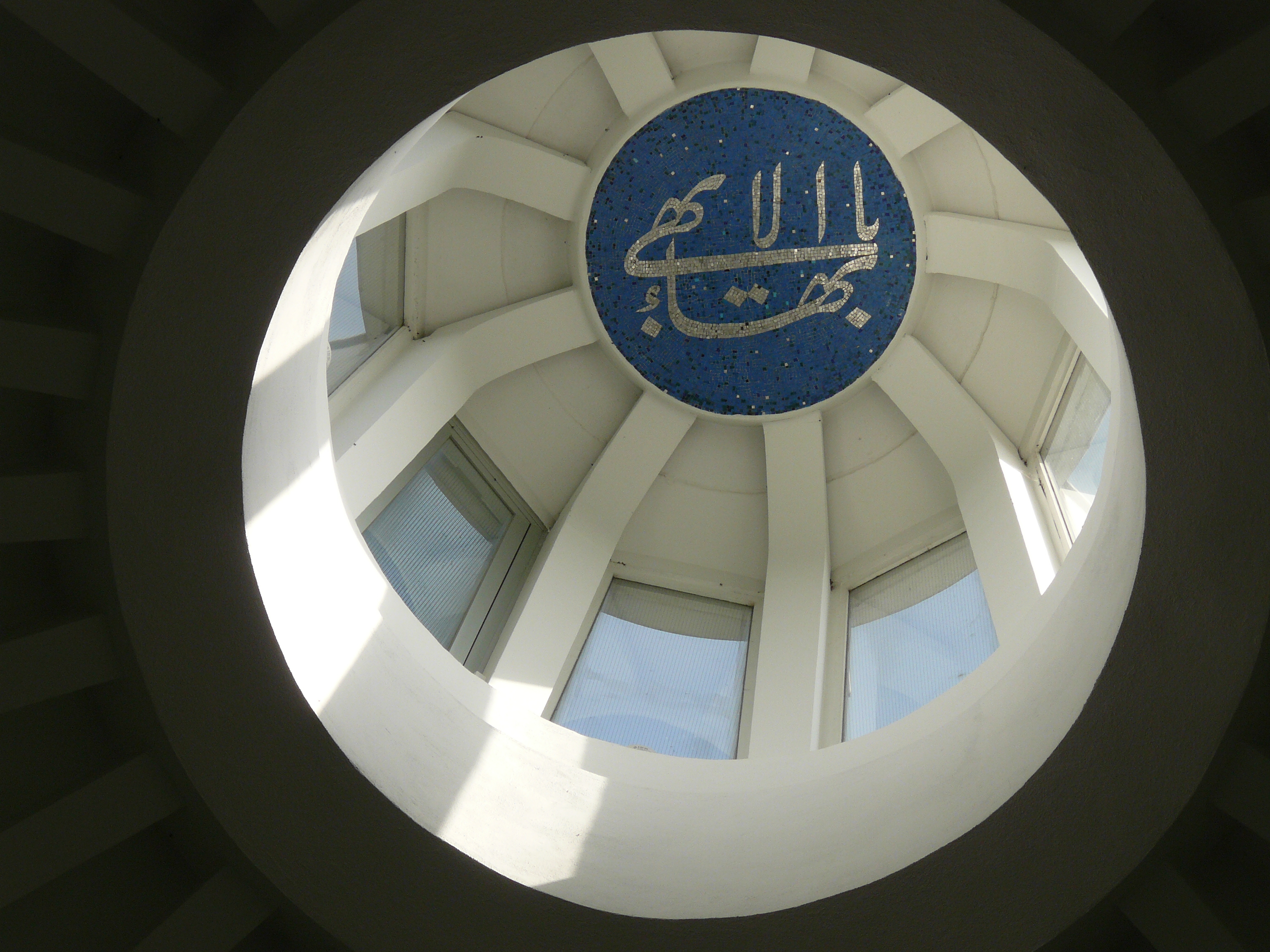
یابهاءالابهی به معنای «ای روشن‌ترین روشنایی‌ها» است.

یابهاءالابهی که مفهومی از دعا و استمداد دارد و به معنای «ای روشن‌ترین روشنایی‌ها»، از مهم‌ترین نشانه‌های بهائی و بر باور بهائیان، اسم اعظم است. این عبارت یکی‌ از مشهور‌ترین دعاهای بهائیان است.
عبدالبهاء بهائیان را خاطر نشان می‌سازد که هنگام طلوع اولین چیزی که بر لبانشان بیاید باید اسم اعظم باشد همچنین در هنگام بروز هر مشکلی با گفتن آن قوت بگیرند و اسم اعظم باید آخرین کلامی باشد که در هنگام شب بر زبانشان می‌آید. اسم اعظم در این دین، اسم آسایش، امنیت، سعادت، نور، عشق و وحدت است.
میرزا محمدحسین مشکین‌قلم کاتب طرح اصلی «یابهاءالابهی» است.